# Петар Гекторович
- У Вікіджерелах є Petar Hektorović

Петар Гекторович (Petar Hektorović; *1487, Старі Град, о. Хвар, Венеційська республіка, тепер Хорватія — 13 березня 1572, там же) — хорватський поет-гуманіст доби Далматинського Відродження. 
Походив з аристократичної сім'ї. Був свідком народного повстання на острові Хвар (Хварське повстання). 
Збирав рибальські пісні рідного острова Хвар, які й стали основою його власної поезії.
Найвідомішим твором Гекторовича є поема-ідилія «Риболовля та рибальські приповідки» (опублікована 1568 року). 
Однією з головних заслуг Петара (Петра) Гекторовича було збагачення хорватської літературної мови нині загальноприйнятою зоологічною та морської термінологією.